# Keiko Kubota
Keiko Kubota (窪田啓子 Kubota Keiko), også kendt blot som Keiko (født 5. december 1985 i Tokyo) er en japansk sangerinde.

## Biografi
Keiko Kubota har været medlem i den japanske pigegruppe Kalafina sammen med Wakana Ōtaki og Hikaru Masai siden gruppen debuterede i 2007.
Hun er tillige medlem i komponisten Yuki Kajiuras musikgruppe FictionJunction.

## Diskografi

### Studioalbum
- Seventh Heaven (2009)
- Red Moon (2010)
- After Eden (2011)
- Consolation (2013)
- Far on the Water (2015)